# Память о Линнее

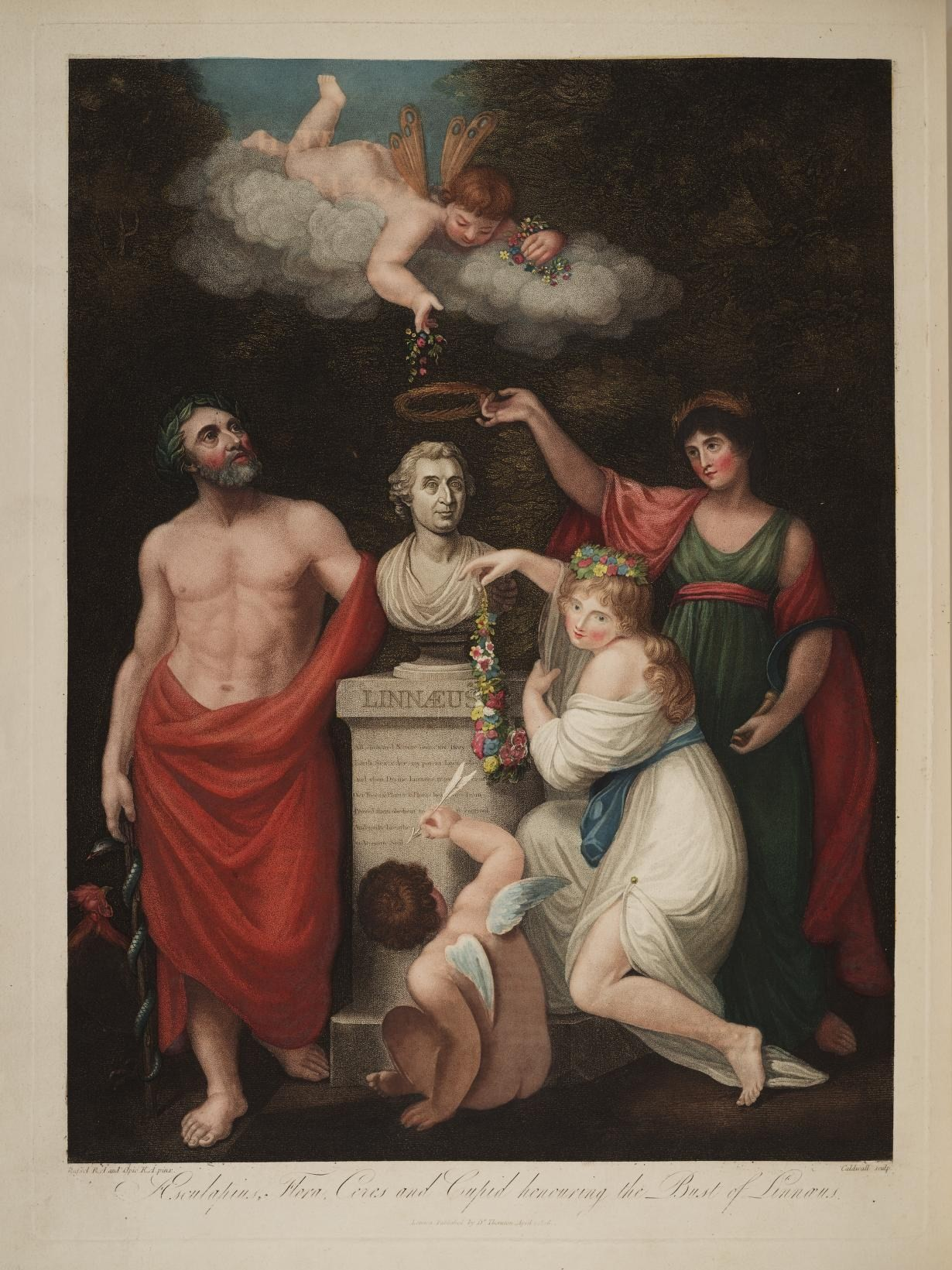
Асклепий, Флора, Церера и купидоны чествуют Линнея, собравшись у его бюста. Иллюстрация неизвестного художника из книги New illustration of the sexual system of Carolus von Linnaeus (1807)

В честь выдающегося шведского естествоиспытателя и медика Карла Линнея (1707—1778) названы многие биологические таксоны, термины, географические и астрономические объекты. Имя Линнея носят организации (в том числе различные «Линнеевские общества»), печатные издания и ботанические сады. Линнею посвящены произведения культуры, в том числе романы и рассказы, во многих странах мира ему установлены памятники. Во многих странах были выпущены почтовые марки, посвящённые Линнею, в Швеции портрет Линнея помещён на современной 100-кроновой банкноте.
В честь Линнея проводятся разнообразные мероприятия — в частности, ежегодно в день рождения Линнея объявляется список наиболее примечательных видов живых организмов, описанных в прошедшем году.

## Названы в честь Линнея

### Таксоны

#### Роды

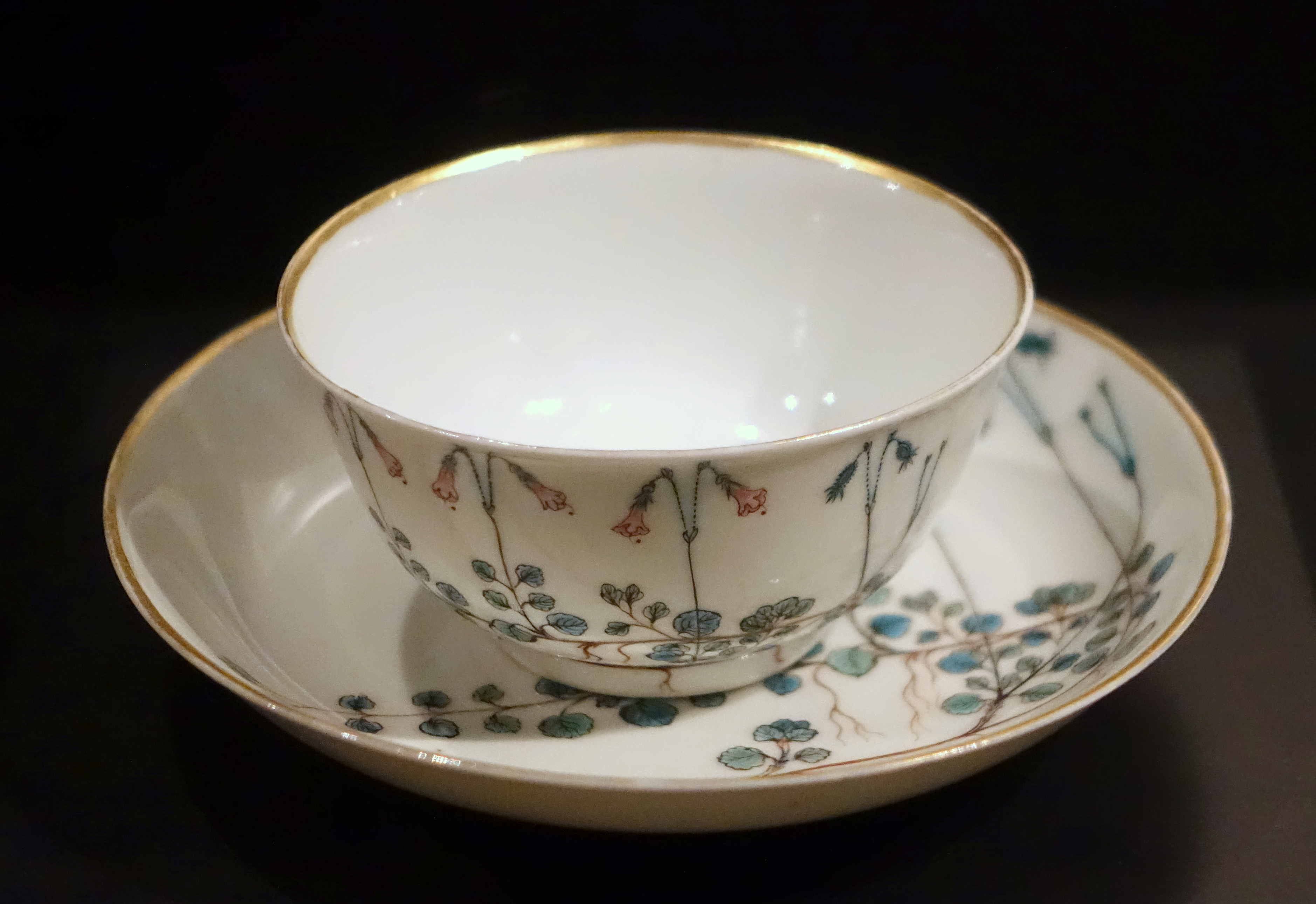
Чашка и блюдце с изображением цветущей линнеи. Часть сервиза, заказанного для Карла Линнея. Китай, примерно 1755 год. Музей Восточной Азии, Стокгольм

- Калиспепла (Calispepla Vved., 1952) — род среднеазиатских кустарников семейства Бобовые; назван А. И. Введенским в честь 200-летия выхода в свет работы Линнея Species plantarum: название рода составлено из начала слов названия этого сочинения — Caroli Linnaei Species Plantarum[1].
- Линнемия (Linnaemya Robineau-Desvoidy) — род тахин отряда двукрылых.
- Линнея (Linnaea Gronov., 1753) — род северных вечнозелёных стелющихся кустарничков, выделенный позже в отдельное семейство Линнеевые — Linnaeaceae (Raf.) Backlund. Растение названо в честь Линнея голландским ботаником Яном Гроновиусом. Единственный вид этого рода, Линнея северная (Linnaea borealis), является официальным цветочным символом родной для Линнея исторической провинции Смоланд[2].
- Хаммарбия (Hammarbya Kuntze, 1891) — род травянистых растений из Северного полушария семейства Орхидные; назван в честь «самого известного натуралиста всех времен, господина фон Хаммарбю[швед.]» (поместье, в котором с 1758 года до конца жизни в летнее время жил и работал Линней)[3].
- Linnaeopsis Engl., 1900 = Streptocarpus Lindl. (семейство Геснериевые)[3].
- Linnaeosicyos H.Schaef. & Kocyan, 2008 (семейство Тыквенные)[3].

#### Виды
В честь Карла Линнея названы многие виды растений, такие таксоны имеют видовые эпитеты linnaei либо linnaeanus. Некоторые из них:
- Боярышник Линнея (Crataegus linnaeana Pojark.). Дерево, в диком виде произрастающее в Южной Италии; как плодовое растение культивируется в Западном Средиземноморье, в том числе во Франции[4].
- Мальва Линнея (Malva linnaei M.F.Ray). Вид однолетних или двулетних трав с розовыми, синими или фиолетовыми цветками родом из Средиземноморья, а в одичавшем виде часто встречающихся в Австралии[5].
- Паслён Линнея (Solanum linnaeanum Hepper & P.-M.L.Jaeger) — вид паслёна из Южного полушария. С помощью лекарств на основе его алкалоидов лечат опухоли[6].
- Эгагропила Линнея (Aegagropila linnaei) — вид зелёных водорослей. Слоевище эгагропилы, состоящее из ветвящихся нитей, имеет форму правильного шара.

#### Сорта
- Один из самых крупноцветковых гибридных сортов пиона (Paeonia) —  'Linné' (оригинатор Вердье, 1860)[7].

|                                                                                          |  |  |  |  |
| Слева направо: линнея северная, пион 'Linné', линнемия, паслён Линнея, эгагропила Линнея |  |  |  |  |

### Термины
- Линнеон, или Линнеевский вид — одна из единиц биологической систематики: совокупность родственных форм полиморфного биологического вида. Термин предложен в 1916 году голландскими ботаниками Хуго де Фризом (1848—1935) и Яном Паулусом Лотси (1867—1931).
- Линнеит[нем.], или кобальтовый колчедан, — минерал, сульфид кобальта(II,III) Co3S4 (точнее — тиокобальтат(III) кобальта(II) Co[Co2S4]) с примесями Ni, Fe, Cu, Se. Найден в 1832 году в Швеции французским геологом Франсуа Сюльписом Бёданом, первоначально назывался Koboldin, в 1845 году был назван в честь Линнея австрийским минералогом Вильгельмом Хайдингером.
- Линнескоп — специальный гидробиологический микроскоп[8].

### Топонимы
В честь Линнея названы два города в США:
- Город Линнеус в штате Мэн был основан в 1836 году, чтобы наделить землёй профессоров ботаники из Массачусетса, и потому назван в честь самого известного ботаника[9].
- Город Линнвилль в штате Миссури был в 1840 году в честь Линнея переименован в Линнеус[англ.][10].

Кроме того, имя Линнея присвоены улицам и площадям во многих странах.

### Астрономические объекты
- Линней — кратер в Море Ясности на Луне.
- (7412) Линней[англ.] (1990 SL9) — астероид, открытый 22 сентября 1990 года Э. Эльстом в Ла-Силье.

### Организации

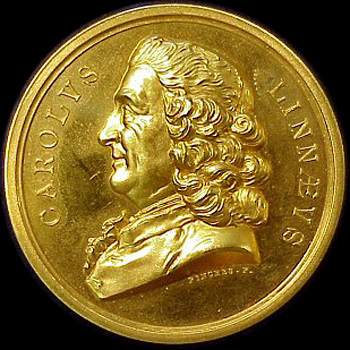
Медаль Линнея с его изображением, ежегодно вручаемая Лондонским Линнеевским обществом

Ещё при жизни Линней приобрёл всемирную известность. Следование его учению, условно называемое линнеанством, стало в конце XVIII века повсеместным. Одной из форм линнеанства стало создание «линнеевских обществ» — научных объединений натуралистов, которые строили свою деятельность на основе идей Линнея. Ещё при его жизни, в 1774 году, в Австралии возникло Линнеевское общество Нового Южного Уэльса. В 1788 году натуралист Джеймс Эдвард Смит основал в Лондоне Linnean Society of London («Лондонское Линнеевское общество»), целью которого было объявлено «развитие науки во всех её проявлениях», в том числе сохранение и разработка учения Линнея. Вскоре после Лондонского общества появилось аналогичное общество в Париже — «Парижское Линнеевское общество». Позже подобные «линнеевские общества» появились в Австралии, Бельгии, Испании, Канаде, США и других странах.
В 1918 году на родине Линнея было организовано Шведское линнеевское общество, целью деятельности которого было объявление изучение жизни учёного и сохранение его научного наследия. В частности, именно эта организация выкупила старый университетский сад Уппсальского университета, которым в своё время руководил Линней, и восстановила его в виде, соответствующем середине XVIII века. Этот сад теперь носит имя Сад Линнея (швед. Linnéträdgården).
Многие из линнеевских обществ существуют до настоящего времени. Лондонское Линнеевское общество на сегодняшний день является одним из авторитетнейших научных центров, особенно в области биологической систематики. В 1888 году Обществом была учреждена Медаль Линнея — почётная научная награда, которая ежегодно вручается выдающемуся ботанику или зоологу (или двоим сразу, начиная с 1958 года). Лауреатов награды называют «линнеевскими медалистами».
В 2010 году в честь Линнея в Швеции был назван новый государственный университет, образованный в городах Векшё (в котором Линней учился в школе) и Кальмар — Университет Линнеус (швед. Linnéuniversitetet).
По состоянию на вторую половину XX века в мире имелось более двадцати научных организаций и ассоциаций, носящих имя Линнея. Кроме того, имя учёного носят более десяти различных печатных изданий, несколько ботанических садов.

### Личные имена
Начиная со второй половине XVIII века в честь Карла Линнея называли как мальчиков (Linnaeus либо Linné), так и девочек (Linnæa, Linnaea, затем в упрощённой форме Linnéa или Linnea). Позже мужские имени практически перестали встречаться, женское же имя стало в большей степени ассоциироваться с линнеей-растением. Женское имя Линнея широко распространено в странах Северной Европы (особенно в Швеции и Норвегии), получило некоторое распространение и в других странах.

## Линней в литературе и искусстве
К личности Карла Линнея обращались в своих произведениях многие писатели, музыканты и другие деятели культуры. Некоторые из них (в хронологическом порядке):
- «Сад» (швед. Trädgården, 1995). Роман шведского писателя Магнуса Флорина (род. 1955), в котором исследуется проблема границы необходимого порядка и показывается, что любой порядок порождает потребность в изменении. Персонажи романа: Карл Линней, который, систематизировав природу, хочет остановить время для того, чтобы созданную систему можно было эксплуатировать, — и садовник, его антипод-практик[11]. Издание на русском языке: Флорин, Магнус. Сад: Пер. с швед. Н. Н. Фёдоровой. — СПб.: Изд-во Ивана Лимбаха, 2005. — ISBN 5-89059-069-3.
- «Английский ученик» (англ. The English Pupil, 1996). Рассказ американской писательницы Андреа Барретт[англ.] (род. 1954) из сборника «Ship Fever» — за этот сборник она получила Национальную книжную премию. В этом рассказе семидесятилетнему Линнею, сумевшему когда-то упорядочить природу, приходится сражаться с беспорядком внутри самого себя, страдая от паралича и потери памяти[12].
- «Сад» (швед. Trädgården, 1999). Опера шведского композитора Юнаса Форсселля[швед.] (род. 1957) по мотивам одноимённого романа Магнуса Флорина[11].
- «Цветочные часы: комментарии и строфы» (швед. Blomsterur: förklaringar och dikter, 2000). В этом сборнике стихотворений шведского поэта Фредрика Нюберга (род. 1968) поэтическими средства исследуется линнеевская система классификации растений[13].
- «Экспедиция „Линней“» (швед. Expedition Linné, 2007). Документальный фильм (Швеция), приуроченный к трёхсотлетию Карла Линнея. Авторы фильма — уроженцы Уппсалы Маттиас Клум[швед.], род. 1968), фотограф-натуралист, и Фольке Рюде́н (швед. Folke Rydén, род. 1958), режиссёр-документалист. Авторы фильма отправляются в путешествие по всем континентам — по тем местам, в которых бывал Линней или его ученики[14].

В Швеции Ассоциация шведских библиотек ежегодно присуждает Медаль Карла фон Линнея (швед. Carl von Linné-plaketten) — награду одному или нескольким писателям, которые в течение предыдущего года написали книгу познавательной тематики, адресованную детям и юношеству.

## Линней в филателии и бонистике

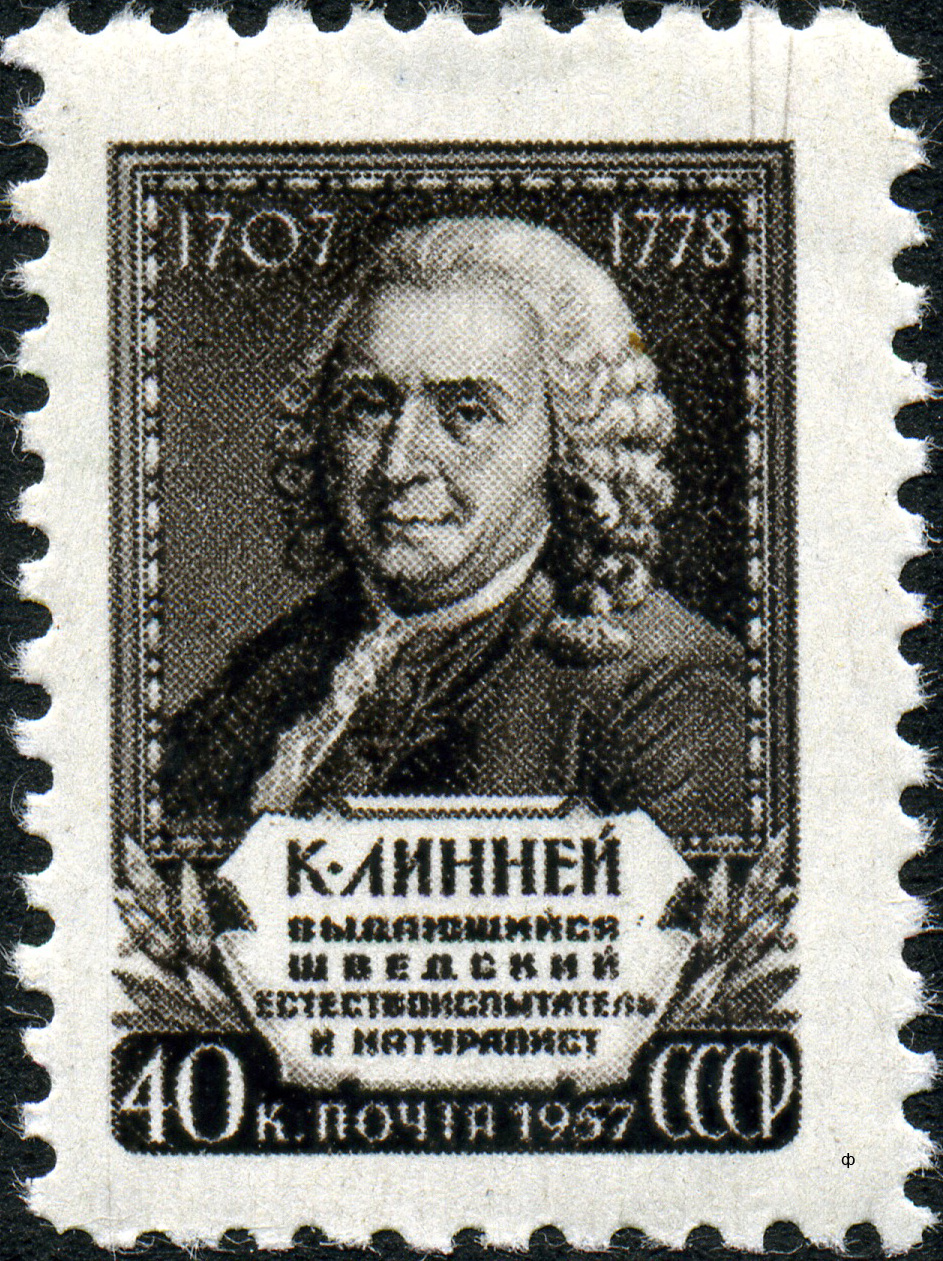
Почтовая марка СССР 1957 года выпуска, посвящённая 250-летию со дня рождения учёного

На современной шведской 100-кроновой банкноте помещён портрет Линнея работы Александра Рослина (1775). На обратной стороне банкноты изображена медоносная пчела, опыляющая цветок.
В СССР, ГДР и Румынии были выпущены почтовые марки, посвящённые Линнею, несколько почтовых марок было выпущено в Швеции.

## Линней и современность

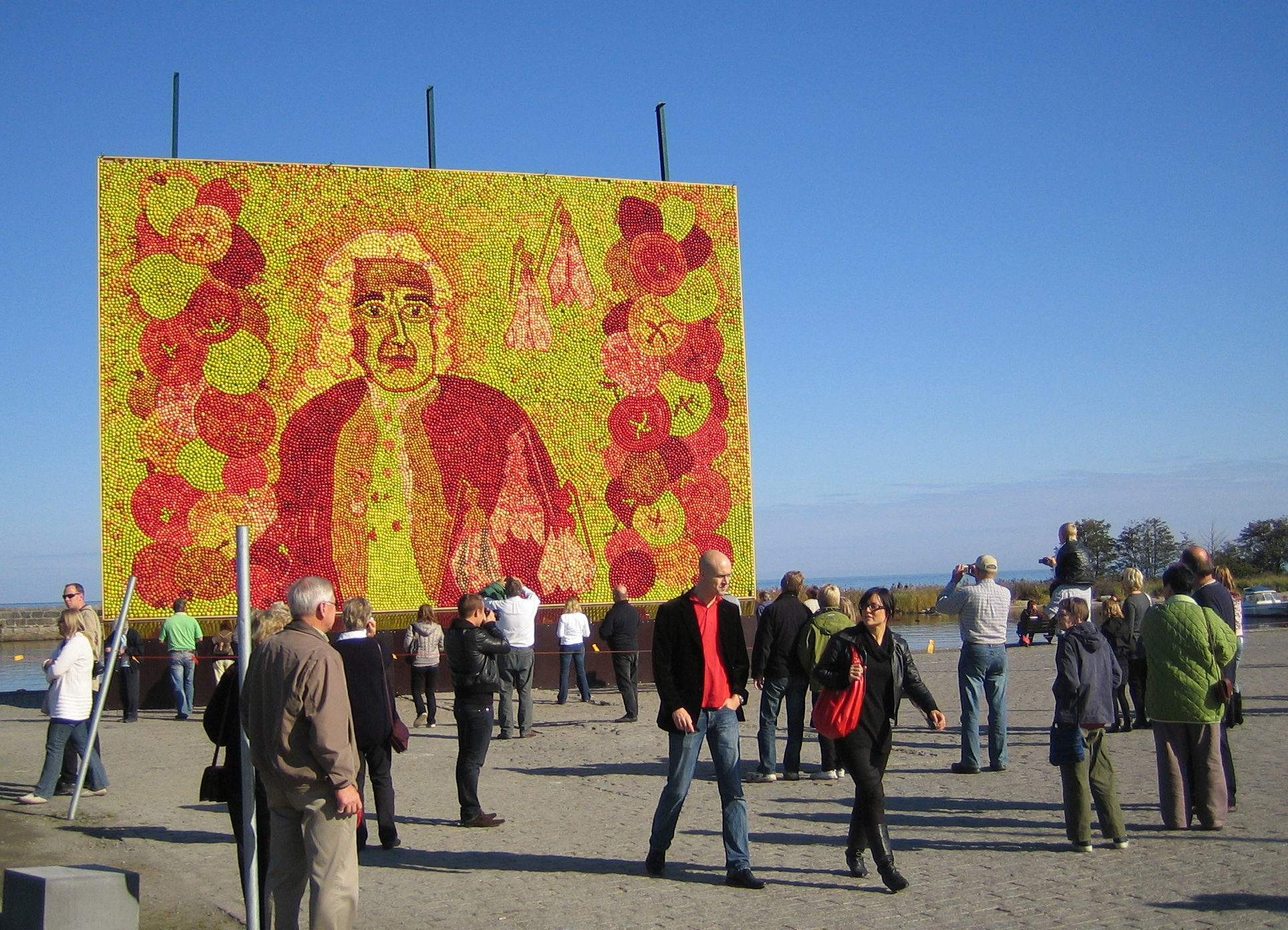
Панно из яблок с изображением Карла Линнея в деревне Чивик (шведская провинция Сконе). Фотография 2007 года

Как пишет современный исследователь жизни Линнея профессор Г. Бруберг, Карл Линней, ставший, несмотря на своё скромное происхождение, всемирно известным учёным, — «важный элемент шведской национальной мифологии», «символ вступления бедной и изнурённой нации в стадию зрелости, силы и власти». Такое отношение к Линнею становится тем более понятным, что молодость учёного пришлась на тот период, когда Швеция вместе с гибелью короля Карла XII в 1718 году потеряла статус великой державы. В Росхульте, на месте рождения Линнея, со второй половины XX века развивается проект «Линнеевский Росхульт» (Linnés Råshult), целью которого является архитектурное и ландшафтное воссоздание этой местности в соответствии с историческими реальностями первой половины XVIII века. В 2002 году проект получил статус культурного заповедника, площадь заповедника составляет 42 га.
В 2007 году, в связи с 300-летием со дня рождения Линнея, в разных странах состоялось большое число научных мероприятий, посвящённых этому событию. В частности, в Санкт-Петербурге прошла международная конференция «Карл Линней в России. К 300-летию со дня рождения». В том же году на территории этнографического парка Скансен в Стокгольме была открыта «тропа Линнея» с двенадцатью станциями-остановками, среди которых — «Сад трав» (в котором можно найти представителей различных классов «половой» системы классификации Линнея), «Аптека „Крунан“» (посвящённая врачебному этапу в его жизни), а также те области Скансена-«Швеции», в которых в своё время побывал Линней: Лапландия, Центральная Швеция, Смоланд.
Ежегодно Международный институт по исследованию видов (США) объявляет список из десяти самых замечательных видов (англ. Top 10 New Species) живых организмов, описанных в прошедшем году. Списки объявляются в двадцатых числах мая, их публикация приурочена ко дню рождения Линнея (23 мая), называемого в материалах Института «отцом современной таксономии». Первый такой список был опубликован в 2008 году; он был посвящён видам, описанным в год 300-летней годовщины со дня рождения Линнея.
| |  |  |  |
| Памятники Линнею: в деревне Росхульт, в которой он родился; в Саду Линнея (Уппсала); в Лунде; в Чикагском ботаническом саду |  |  |  |